# Museo de Sitio de Ocotelulco
El Museo de Sitio de Ocotelulco exhibe piezas arqueológicas encontradas en el templo de Ocotelulco, uno de los cuatro altépetls del Señorío de Tlaxcala. Destacan sus cerámicas policromadas "tipo códice" donde se aprecia el culto a Tezcatlipoca. Además de exhibir estos objetos, en este espacio se realizan trabajos de análisis y conservación de materiales arqueológicos (cerámicos, líticos, óseos humanos y de arqueofauna).

## Edificio
El edificio que alberga al Museo de Sitio de Ocotelulco fue construido en el siglo XX y recrea la antigua arquitectura provincial de esta población; está pintado con los colores y diseños de la cerámica prehispánica encontrada en el lugar. En 1991 fue habilitado para albergar la colección arqueológica y fue inaugurado seis años después, en 1997. El área está circundada por magueyes, árboles frutales de lima, limón y aguacate y desde este inmueble se puede observar el cerro de La Malinche y parte del valle poblano tlaxcalteca.

## Salas de exhibición
El museo se divide en tres secciones temáticas. El de "Vida cotidiana" hace referencia a las actividades cotidianas de los tlaxcaltecas, la cual tuvo su auge durante el Posclásico tardío. Esta exhibición se apoya en fotografías, objetos cerámicos y artefactos de piedra y hueso. En el de "Religión prehispánica" se hace énfasis en los aspectos bélicos de los dioses y las ceremonias religiosas de los tlaxcaltecas, que para difundir sus ideas utilizaron la cerámica tipo códice, esculturas de piedra y pintura mural. "Vida colonial" es una sección en la que se destaca la asimilación y colaboración de los tlaxcaltecas con los españoles, la cual puede ser notada en la aceptación que hicieron de los símbolos cristianos y su subordinación a la política del gobierno virreinal. En esta exhibición se muestran anillos, agujas y engarzadores de cobre, figurillas de barro y objetos cerámicos, además de fotografías de entierros e imágenes religiosas.